# Sismo em Myanmar em 2025
Em 28 de março de 2025 às 12:50:54 MMT (06:20:54 UTC), um sismo de 7,7 na escala de magnitude de momento atingiu a região de Sagaingue, em Myanmar, com epicentro próximo de Mandalai, a segunda maior cidade do país. O terremoto atingiu uma intensidade máxima de IX (violento) na Escala de Mercalli Modificada. Foi o terremoto mais forte que atingiu Myanmar desde 1912 e o segundo mais mortífero da história moderna de Myanmar, ultrapassado apenas pelas estimativas superiores do terremoto de Bago de 1930. O terremoto causou grandes danos em Myanmar e danos significativos na vizinha Tailândia. Centenas de casas foram também danificadas em Iunã, na China.
O terremoto causou mais de 4 390 mortes em Myanmar e 36 na Tailândia. Mais de 6 200 pessoas ficaram feridas. Centenas de outras pessoas foram dadas como desaparecidas, incluindo num local de construção que desabou em Bangkok, que, devido à sua geologia superficial, é mais vulnerável a ondas sísmicas vindas de longe, e à falta de sensibilização, aumentando a suscetibilidade da cidade aos impactos relacionados com terremotos. Em 28 de março, as autoridades declararam estado de emergência e esperam que o número de mortos aumente. A atual guerra civil em Mianmar agravou a dificuldade de assistência em caso de catástrofe.

## Configuração tectônica
Myanmar está encravado entre quatro placas tectônicas (indiana, euro-asiática, de Sonda e da Birmânia) que interagem devido a processos geológicos ativos. Ao longo da costa oeste das Ilhas Coco, ao largo da costa de Rakhine e em Bangladesh, há uma fronteira convergente altamente oblíqua conhecida como megathrust de Sunda. Esta grande falha geológica marca a fronteira entre as placas indiana e da Birmânia. O megathrust emerge do fundo do mar em Bangladesh, onde corre paralelo e a leste das colinas Chin. Esta fronteira continua ao norte de Myanmar, onde termina no Himalaia oriental.
Uma falha transformante de 1,4 quilômetro atravessa Mianmar e conecta o centro de expansão de Andamão a uma zona de colisão no norte. Chamada de Falha de Sagaing, é uma fronteira entre as placas da Birmânia e de Sunda, à medida que elas deslizam uma sobre a outra em 18-49 milímetros por ano. É a maior e mais ativa fonte de terremotos em Myanmar, ocorrendo em grandes cidades ou perto delas, incluindo Rangum, Nepiedó e Mandalai. Grandes e devastadores terremotos ocorreram ao longo da falha em maio e dezembro de 1930 (magnitude de 7,5) 1931 (7,5), 1946 (7,3 e 7,7), 1956 (7,0), 1991 (6,9) e 2012 (6,9). A magnitude dos terremotos na falha de Sagaing varia ao longo da zona de falha, de7,0 a 8,0 na escala de magnitude de momento. O intervalo de recorrência também varia dependendo da localização ao longo da falha; seus segmentos do sul, que se romperam em 1930, têm períodos de retorno de 100 a 150 anos com base em estudos paleossismológicos.
Terremotos destrutivos afetam a área há séculos, mas a pesquisa acadêmica tem sido limitada. Portanto, a maioria dos terremotos em Myanmar, incluindo grandes eventos de ruptura de superfície, não são bem compreendidos. Um grande de magnitude 8,5–8,8 em 1762 rompeu uma seção do megathrust de Sunda na costa de Raquine. Esse terremoto pode ter sido causado pela subducção da placa indiana sob a placa da Birmânia ao longo do megathrust. Restos da placa indiana subduzida sob o centro de Mianmar também causam terremotos intraplaca. O terremoto de Bagan de 1975 foi causado por uma falha reversa na placa indiana a uma profundidade intermediária de 120 quilômetros.
Este terremoto também afetou a Tailândia, com danos concentrados principalmente na região de Bangkok, a cerca de 1 mil quilômetros do epicentro. A geologia de Bangkok, caracterizada por uma camada superior de argila marinha macia, torna os seus arranha-céus emergentes vulneráveis a terremotos distantes e poderosos, uma vez que a camada de argila omnipresente amplifica o movimento do solo a longo período, que por sua vez pode corresponder à frequência de ressonância quando os edifícios altos balançam. Os moradores de Bangkok muitas vezes sentem os efeitos de terremotos com epicentro localizado a centenas ou até milhares de quilômetros de distância. Uma pesquisa liderada por Pennung Warnitchai do Instituto Asiático de Tecnologia identificou anteriormente a falha de Sagaingue como um risco potencial, caso um terremoto de magnitude 8,0 ocorresse no Mar de Andamão, a 400 km da cidade, resultando em um desastre futuro. Para evitar efeitos catastróficos em arranha-céus, considerações sísmicas elementares só foram adicionadas ao código de construção em 2007, sendo as estruturas mais antigas particularmente perigosas.

## Terremoto
O terremoto ocorreu às 12:50 MMT, com epicentro perto de Mandalai, na região da fronteira entre Sagaingue e Mandalai. Mediu 7,7 na escala de magnitude do momento, de acordo com o Serviço Geológico dos Estados Unidos (USGS, sigla em ingês), enquanto o Departamento Meteorológico da Tailândia colocou a magnitude em 8,2. O Institut de Physique du Globe de Paris classificou a magnitude do momento do terremoto em 7,9.
É o maior terremoto com epicentro em Mianmar desde o terremoto de Maymyo de 1912 (que teve uma magnitude de 7.9). A solução do mecanismo focal indicou que ocorreu devido a uma falha de deslizamento a uma profundidade de 10 quilômetros. O tipo de falha é consistente com a ruptura na falha de Sagaingue. De acordo com um modelo de falha finita divulgado pelo USGS, a ruptura do terremoto se estendeu por cerca de 350 quilômetros por 10 quilômetros de Thabeikkyin em Mandalai para Nepiedó; 100 quilômetros da falha rompeu ao norte do epicentro enquanto 250 quilômetros de ruptura ocorreu ao sul. A maior parte do deslizamento que excedeu 1 metro estava concentrada entre Thabeikkyin e Yamethin, ao norte de Nepiedó. Um deslizamento máximo de 6,48 metros foi registrado ao norte do hipocentro, entre Singu e Madaya. No entanto, os parâmetros do ShakeMap mostram que a ruptura pode ter-se estendido até à cidade de Zin Chaung, a norte, e até Htantabin, a sul, perfazendo quase 500 quilômetros de comprimento. O terremoto foi seguido por mais de 70 tremores secundários, o maior dos quais mediu 6,7 de magnitude e ocorreu 12 minutos após o abalo principal.
Um estudo de Nobuo Hurukawa e Phyo Maung Maung na Geophysical Research Letters identificou duas lacunas sísmicas ao longo da falha de Sagaingue. Uma dessas lacunas está localizada no centro de Myanmar, entre 19,2 graus norte e 21,5 graus norte, correspondendo ao segmento Meiktila. A dupla concluiu que esta lacuna de 260 quilômetros poderia produzir um terremoto de magnitude 7,9 se se rompesse completamente. O segmento Meiktila e Sagaingue (ao norte) pode ter sido a fonte do terremoto de Ava em 1839. Acredita-se que tenha rompido 285-325 quilômetros de falha em ambos os segmentos. Um estudo da distribuição da intensidade sísmica sugere que a magnitude estimada do evento de 1839 foi de 7,9.
Vários terremotos de menor magnitude atingiram o país em março, levando a este terremoto. Só na primeira semana de Março, oito terremotos atingiram Rangum, região de Irauádi e o estado de Xã, gerando preocupações públicas.

### Intensidade
De acordo com o USGS, a intensidade máxima de Mercalli Modificada (MMI) do tremor principal foi estimada em MMI IX (Violento) em áreas de Mandalai, Sagaingue, Bago e Nepiedó próximas à área de ruptura; estima-se que 2,46 milhões de pessoas foram expostas ao tremor MMI IX no geral. A MMI também atingiu o nível VIII (Severo) nos estados de Caim e Xã, VII (Muito Forte) na região de Maguai e VI (Forte) nas divisões administrativas de Rangum, Cachim, Mom, Caiá e Irauádi. MMI V (Moderado) foi registrada em Bangkok e Chiang Mai na Tailândia, Dehong Dai e Prefeitura Autônoma de Jingpo na China, e Infal na Índia. No geral, estima-se que a grande maioria da população de Myanmar tenha sido exposta a níveis de tremores de pelo menos MMI V (Moderado) e estima-se que cerca de 22 milhões de pessoas, ou mais de 40% da população do país, tenham sido expostas a níveis de tremores superiores a MMI VI (Forte) em 12 das 15 divisões administrativas de Myanmar. Na Tailândia, o tremor foi sentido em 57 províncias do país.

## Impacto

### Myanmar
Pelo menos 1 644 pessoas morreram, 130 estão desaparecidas e 3 408 ficaram feridas no país. A emissora disse que as estatísticas de vítimas ainda estavam sendo obtidas. Foram relatadas mortes em Bago, Mandalai, Xã, Nepiedó e Sagaingue. A infraestrutura de telefonia e internet foi interrompida em todo o país. O terremoto abalou cidades e vilas, incluindo Rangum, Mandalai, Nepiedó, Sagaingue, Aungban, Bago, Kalay, Muse, Kyaukse e Yinmabin. As estimativas de vítimas nas áreas rurais continuaram escassas O Governo de Unidade Nacional de Myanmar disse que pelo menos 2 970 edifícios residenciais, 150 edifícios religiosos, 30 estradas e sete pontes foram gravemente danificados ou destruídos em todo o país. A Organização Religiosa Islâmica de Myanmar estimou que pelo menos 250 pessoas morreram quando mais de 50 mesquitas desabaram durante a oração de sexta-feira. A junta militar que governa o país disse que 670 mosteiros budistas e 290 pagodes foram danificados.
Em Mandalai, 674 pessoas morreram, 1 670 ficaram feridas, mais de mil estão desaparecidas e acredita-se que metade de todos os edifícios tenham sido gravemente danificados ou destruídos. No Aeroporto Internacional de Mandalai, os tetos desabaram e alguns danos ocorreram no porão. Edifícios no campus da Universidade de Mandalai desabaram ou pegaram fogo, deixando muitas pessoas presas dentro. Outro grande incêndio no bairro de Sein Pan quase reduziu todo o local ao chão. A Ponte Dokhtawaddy que cruza o Rio Myitnge na Via Expressa Yangon-Mandalay perto de Inwa também desabou com os pilares de sustentação caindo. Segundo relatos, alguns veículos estavam na ponte no momento do terremoto e caíram no rio, embora nenhuma vítima tenha sido confirmada até o momento. O desabamento de uma mesquita matou mais de 20 pessoas, incluindo crianças, e vários monges foram mortos e feridos quando um mosteiro desabou na cidade. No total, mais de 30 mesquitas foram destruídas em Mandalai, algumas das quais tinham mais de um século de existência, resultando em muitas mortes. Algumas mesquitas afectadas não tinham sido autorizadas a ser reparadas desde 1962. Mais de 600 monges ficaram presos sob o Templo U Hla Thein que desabou enquanto faziam exames, 80 dos quais morreram. O edifício do condomínio Sky Villa, de 12 andares, no município de Aungmyethazan, desabou progressivamente, matando nove pessoas e deixando outras 90 presas.
No município de Maha Aungmye, uma casa de chá de dois andares desabou, deixando cerca de 70 pessoas presas. Além disso, uma loja de acessórios para automóveis de três andares também desabou em Pyigyidagun, prendendo mais de 10 funcionários e no mesmo município, um edifício em construção foi arrasado, matando oito pessoas e prendendo muitas outras. Duas mortes também foram atribuídas ao desabamento de uma mesquita e de um edifício universitário no município de Pyawbwe. O Mosteiro Maha Aungmye Bonzan também foi destruído. O Palácio de Mandalay e o Pagode Mahamuni também sofreram danos estruturais significativos. Foi também relatado que uma barragem ruiu em Mandalay, causando inundações, enquanto secções da autoestrada Mandalai-Rangum foram danificadas Em Yamethin, foram registados mais de 100 óbitos e muitos desaparecidos, enquanto 30 mortes e 732 feridos foram confirmados em Kyaukse e mais seis morreram em Pyawbwe. Em Meiktila, casas e edifícios religiosos sofreram colapso estrutural. As equipes de busca e salvamento relataram 100 mortes na aldeia de Bone Oe. Em Wundwin, foram relatadas 36 mortes. Casas e pagodes também foram destruídos no município de Madaya.
No município de Sagaingue, quase 50 pessoas foram mortas, 300 ficaram feridas e 80 por cento das estruturas foram destruídas. Grande parte da Ponte Ava desabou. Das cinco mesquitas da cidade de Sagaingue, quatro ruíram devido ao terremoto. Há temores de que a Mesquita da Rua Min tenha desabado com mais de cem pessoas dentro. O terremoto também atingiu várias escolas monásticas e um convento na cidade, provavelmente matando centenas de pessoas e prendendo mais de 900 monges em quatro escolas. Templos históricos no município de Chaung-U, controlado pela resistência, no sudoeste da região de Sagaing, foram danificados pelo terremoto. Em Mingun, 20 pessoas foram mortas pelo colapso de um bunker militar e o vizinho Pagode Hsinbyume também foi amplamente destruído.
No município de Zabuthiri, parte do Território da União de Nepiedó, foram registadas 204 mortes; algumas das pessoas mortas eram funcionários públicos que morreram quando os seus apartamentos desabaram. Pelo menos 80 mortes foram confirmadas na cidade de Nepiedó. A torre de controlo de tráfego aéreo do Aeroporto Internacional de Nepiedó desabou, matando seis pessoas e, alegadamente, não deixando sobreviventes. As estradas cederam e os tetos da cidade desabaram parcialmente. Várias casas e santuários religiosos também foram danificados “Centenas” de feridos chegaram a um hospital com capacidade para mil leitos, incluindo 20 que morreram. O quartel-general militar, os edifícios do parlamento e os edifícios de habitação oficial foram gravemente danificados, com vários edifícios governamentais a ruírem, matando o secretário permanente do Ministério do Trabalho e vários outros altos funcionários estrangeiros. O Museu dos Serviços de Defesa e o Museu Nacional em Naypyidaw também sofreram danos. Oitenta e seis corpos foram descobertos sob os escombros de vários edifícios e mosteiros desabados em Pyinmana.
Pelo menos 60 mortes foram relatadas no município de Nyaungshwe, estado de Shan; muitas foram relatadas em vilas construídas às margens do Lago Inle. Em Kayla, uma vila com mais de mil famílias, pelo menos 75% dela foi destruída. As aldeias de Zarat Gyi e Seong Wa Gyi também relataram grande destruição. Um grupo de caridade local disse que muitas pessoas morreram em desabamentos de casas ou eletrocussão. Cinquenta e um corpos foram levados para um hospital, mas alguns não puderam ser recuperados porque ficaram presos debaixo d’água. Em Aungban, duas pessoas morreram e outras 20 ficaram presas no desabamento de um hotel enquanto outras 16 ficaram feridas. Caças a jato a caminho de uma campanha de bombardeio aéreo durante o terremoto lançaram bombas às 13h00 MMT no município de Nawnghkio, estado de Xã, causando mais danos às aldeias afetadas dez minutos após o primeiro terremoto. Muitas casas, escolas, igrejas e um pagode foram significativamente danificados ou destruídos em várias aldeias do estado de Shan, perto da fronteira com o estado de Caiá.
No município de Taungoo, Bago, o desabamento de uma escola matou cinco crianças, enquanto outras 14 foram mortas pelo desabamento de uma mesquita. Outra escola que servia de abrigo para deslocados desabou, deixando mais de 20 pessoas presas. Em Pyu, quatro membros de uma família morreram quando uma parede da sua casa caiu. Um morador local relatou uma morte, 10 feridos e mais de 50 casas danificadas na vila de Ywa Ma Pai, no município de Oktwin.
Em Rangum, ocorreram danos menores, alguns edifícios foram tombados e as linhas telefónicas foram cortadas.

### Tailândia

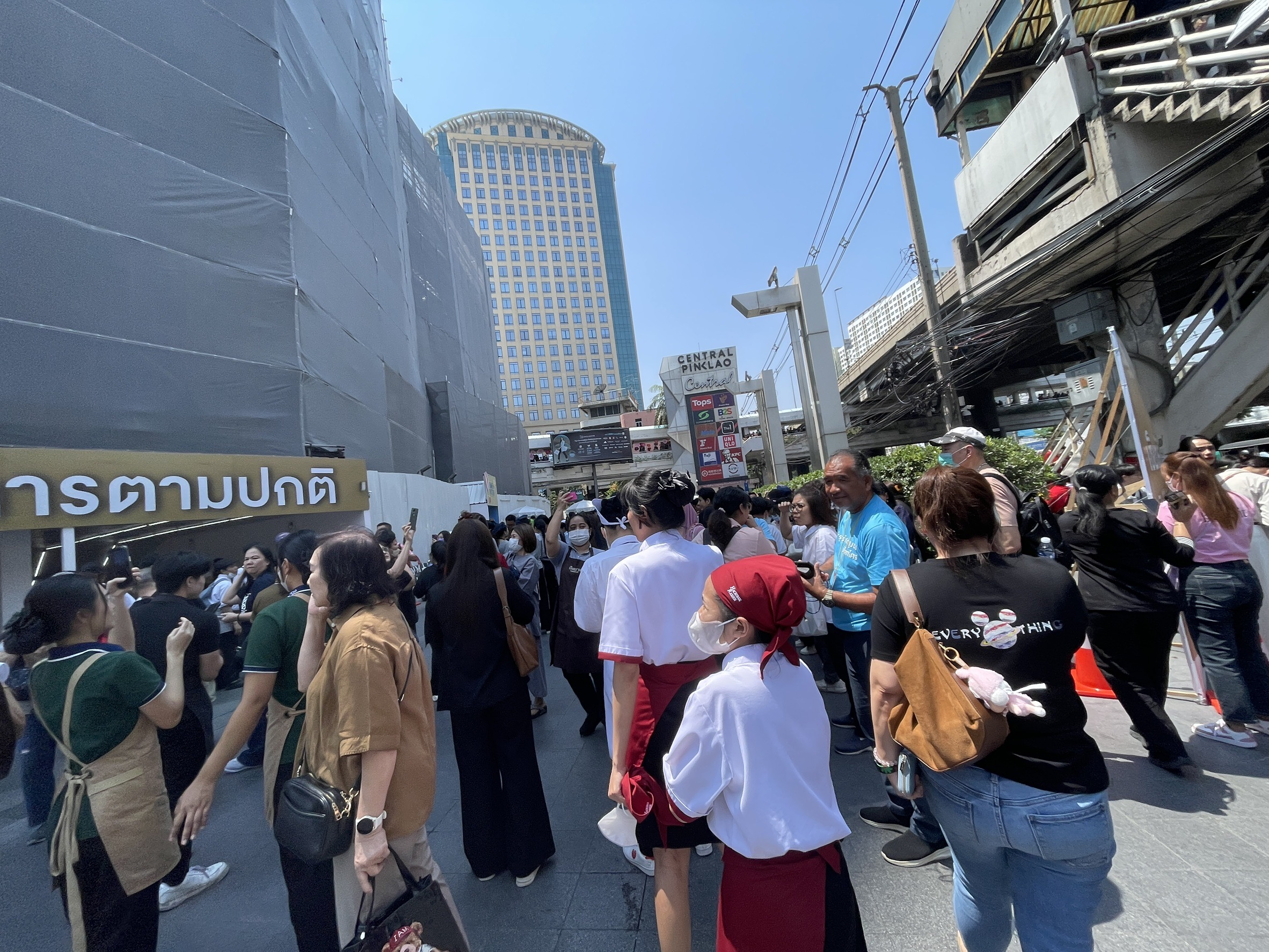
Pessoas evacuando de uma loja de departamentos central em Khet Bangkok Noi, Bangkok, Tailândia

Na Tailândia, o terremoto causou pelo menos 14 mortos e 32 feridos, todos na capital, Bangkok, onde um arranha-céu em construção desabou. Foram registados danos em 14 províncias, principalmente no norte e na Grande Bangkok.
O edifício que desabou era uma torre de escritórios de 30 andares que estava sendo construída para o Escritório de Auditoria do Estado no distrito de Chatuchak. O desastre resultou em nove mortes confirmadas de trabalhadores e 32 feridos, enquanto 83 permaneceram desaparecidos, até às 22h00 de 29 de março. (Relatórios anteriores indicaram 68 pessoas que receberam atenção médica.) Mais duas mortes ocorreram em dois outros locais de construção: um trabalhador morreu quando um guindaste caiu na área de Bang Pho, enquanto outro foi esmagado por uma laje de concreto que caiu no distrito de Khan Na Yao. Duas pessoas também morreram após cair de torres residenciais e uma morreu após cair em uma escada de emergência enquanto tentava evacuar.
O vice-primeiro-ministro Phumtham Wechayachai descreveu o tremor como algo sem precedentes em Bangkok nos últimos 100 anos. Causou oscilação acentuada em edifícios altos, desencadeando pânico generalizado entre os ocupantes, muitos dos quais correram para sair para as ruas. A maioria dos edifícios foi evacuada e os locais públicos foram fechados. Todas as linhas de trânsito rápido foram suspensas, e algumas estradas foram fechadas, incluindo a Autoestrada Chaloem Maha Nakhon, cuja praça de pedágio de Din Daeng foi atingida por outra grua em queda. O trânsito rodoviário parou e permaneceu severamente congestionado durante a noite.
Muitos edifícios altos sofreram danos visíveis como resultado do terremoto. As pontes aéreas que ligam três torres de apartamentos de luxo foram danificadas pelo tremor, causando a queda de detritos e o derramamento de água das piscinas dos telhados dos edifícios, bem como de muitos outros. Foi também registado um incêndio, causado por um fogão abandonado por moradores em fuga. O governador de Bangkok, Chadchart Sittipunt, declarou no dia seguinte que mais de 2 mil moradores enviaram relatos de rachaduras em seus edifícios para a plataforma de relatórios da Administração Metropolitana de Bangkok, enquanto planejava inspecionar 700 estruturas na cidade.
Em Chiang Mai, vários edifícios de condomínio e o Hospital Maharaj Nakorn Chiang Mai sofreram rachaduras. Em Lampang, o Hospital Lampang sofreu rachaduras nas paredes e colapso nos tetos. Em Mae Hong Son, um pavilhão num local turístico desabou e árvores caíram. Danos a locais religiosos e culturais foram registados nas províncias de Lampang, Nan, Chiang Mai e Lamphun.

### Em outros lugares

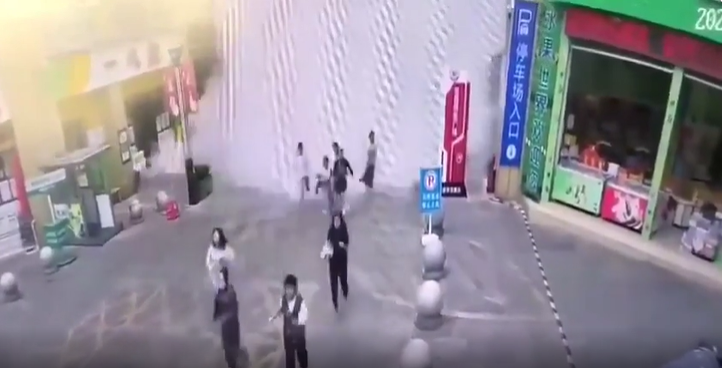
Uma imagem de uma câmera de segurança mostra o desabamento de uma piscina infinita no telhado, levando consigo uma multidão de pessoas na província de Yunnan, na China

Em Iunã, na China, o terremoto foi fortemente sentido em toda a província. Duas pessoas ficaram feridas na cidade fronteiriça de Ruili, enquanto outras nove foram resgatadas após ficarem presas em um elevador. Outras províncias, incluindo Guizhou, Guangxi e Sichuan, também sentiram os tremores. Cerca de 847 casas foram danificadas pelo terremoto em Ruili, afetando 2 840 pessoas. O Ministério das Relações Exteriores da China disse que nenhum cidadão chinês morreu no terremoto.
Os tremores foram sentidos em todo Bangladesh, incluindo cidades como Daca, Sylhet, Rajshahi e Chatigão, levando as pessoas a entrarem em pânico e a evacuarem os edifícios.
Na Índia, houve tremores na região de Deli - Capital Nacional, obrigando as pessoas a evacuar os edifícios. Os estados do nordeste, particularmente Megalaia, sofreram tremores secundários perceptíveis com um tremor de magnitude 4,0 relatado nas colinas de Garo. Tremores também foram sentidos em cidades como Calcutá e Infal. Nos Sundarbans e Basirhat, os moradores relataram a agitação de corpos de água naturais.
O tremor foi sentido em Hanói e na Cidade de Ho Chi Minh, no Vietnã, bem como em Vientiane, no Laos, obrigando as pessoas a evacuarem os edifícios. Também foram relatados tremores no Camboja e nos estados do norte da Malásia: Penão, Quedá e Calantão.

### Estimativas de perdas
O serviço de Avaliação Rápida de Terremotos Globais para Resposta (PAGER) do USGS estimou uma probabilidade de 35 por cento de perdas econômicas entre 10 e 25 bilhões de dólares e uma probabilidade de 30 por cento de perdas econômicas superiores a US$ 100 bilhões; as estimativas mais elevadas excedem o PIB de Myanmar, de 64,2 bilhões de dólares. O USGS também estimou uma probabilidade de 35 por cento de mortes entre 10 mil e 100 mil e uma probabilidade de 32 por cento de mortes superiores a 100 mil.

## Consequências
Muitos moradores de Mandalai dormiram nas ruas durante a primeira noite após o terremoto devido aos tremores secundários persistentes. Em 29 de março, as equipes de resgate ainda trabalhavam para resgatar pelo menos 90 pessoas presas em um dos condomínios que desabaram. Segundo um membro da Cruz Vermelha, nove corpos e 44 sobreviventes foram retirados dos destroços. O Hospital Geral de Mandalai atingiu a sua capacidade máxima e dezenas de pacientes feridos receberam tratamento fora do edifício. Os esforços de resgate em Sagaingue foram mínimos, em parte devido ao colapso do quartel de bombeiros que deixou presos os socorristas e à falta de acesso seguro à ponte a partir de Mandalai. Os incêndios também se espalharam pelos bairros de Thannauk, Sein Pan e Maha Aungthan Oeste, sendo este último totalmente reduzido a cinzas, de acordo com moradores de Mandalai. Os fechamentos de estradas e a escassez de combustível em Mandalai continuaram a dificultar os esforços de resgate.
Os serviços de telecomunicações em Rangum ficaram desativados desde o momento do terremoto até depois das 22h00 MMT. A electricidade só estava disponível de forma intermitente e, em municípios mais distantes, não estava disponível de todo. A base aérea em Monywa continuou as operações contra o município de Chaung-U, controlado pela resistência, realizando um ataque de paraquedas às 19h00 MMT no dia do terremoto. No dia seguinte, a junta militar retomou os bombardeamentos aéreos nos territórios detidos pelas forças de resistência nas regiões de Karen, norte de Shan, Bago e Sagaing. A Força de Defesa do Povo, uma força rebelde, disse que observaria um cessar-fogo parcial por duas semanas a partir de 30 de março.
Em Bangkok, a negociação na Bolsa de Valores da Tailândia foi suspensa. O Ministério das Finanças não relatou grandes perdas na economia, na infraestrutura fiscal ou no sistema financeiro. No entanto, o baht tailandês caiu 0,2 por cento em relação ao dólar dos Estados Unidos.
O controle de tráfego aéreo tailandês emitiu uma ordem de proibição de voos a nível nacional para todos os aeroportos, enquanto os serviços ferroviários entre Bangkok e o norte e nordeste da Tailândia também foram suspensos. Os serviços no Metrô de Bangkok e nas rotas de “longa distância” foram retomados na noite de 28 de março. A Linha Azul e a Linha Roxa do metrô retomaram as operações na manhã de 29 de março, enquanto a Linha Rosa e a Linha Amarela permaneceram fechadas. Os inspectores foram destacados para toda a cidade de Bangkok para verificar a segurança dos edifícios.
Em 29 de março, as equipes de resgate disseram que pelo menos 15 pessoas foram encontradas vivas, mas presas nos escombros do edifício em construção do Escritório de Auditoria do Estado, no distrito de Chatuchak. Acredita-se que muitos dos trabalhadores presos sejam migrantes de Myanmar. Os socorristas usaram drones, cães farejadores e guindastes para realizar suas operações. Os familiares das pessoas presas também visitaram o local do desabamento. Mais tarde naquele dia, muitas pessoas ainda estavam soterradas sob estruturas desabadas em Nepiedó.

## Respostas

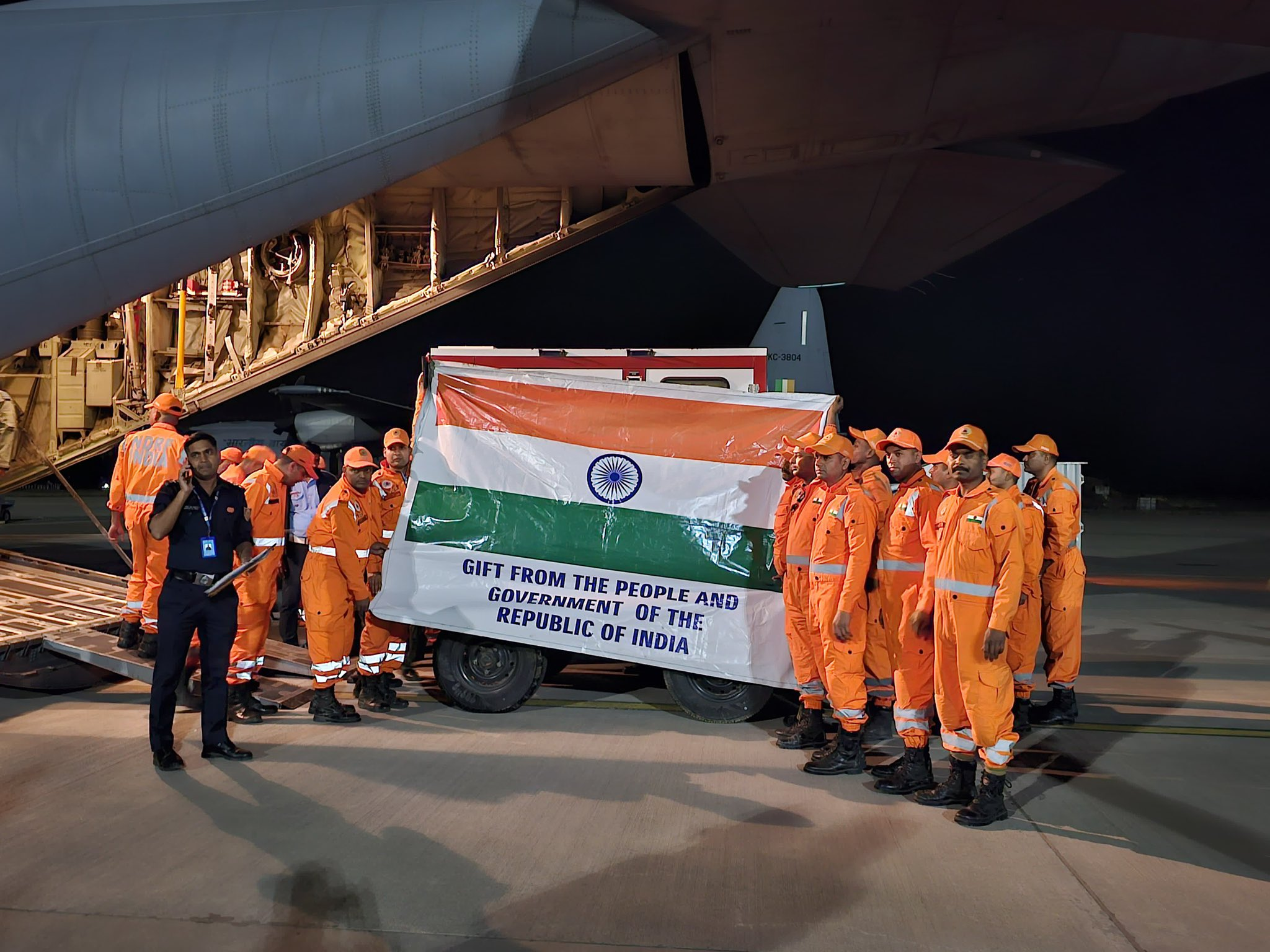
Transporte aéreo da IAF consiste em voluntários e equipamentos da NDRF para operações de resgate

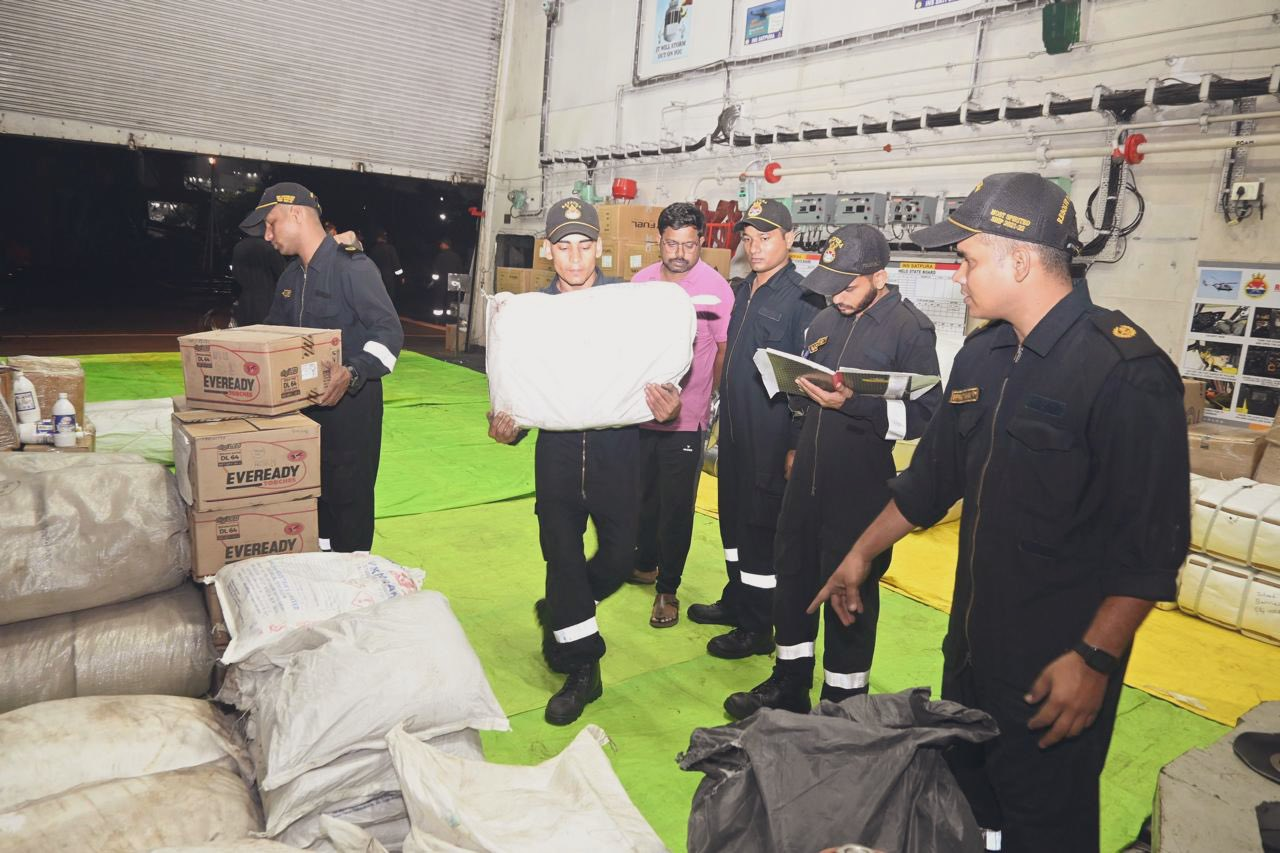
Oficiais da Marinha Indiana carregando o INS Satpura e o INS Savitri com 40 toneladas de ajuda humanitária sob a "Operação Brahma", rumo ao Porto de Yangon

A Carta Internacional sobre o Espaço e Grandes Desastres foi ativada pelo Centro de Satélites das Nações Unidas (UNOSAT) em nome do Escritório das Nações Unidas para a Coordenação de Assuntos Humanitários (OCHA) às 10h21 UTC de 28 de março, proporcionando assim uma ampla cobertura humanitária por satélite.

### Myanmar
A junta militar de Myanmar declarou estado de emergência em seis regiões, incluindo Sagaingue, Mandalai, Bago, Maguai, Xã e Nepiedó, após o terremoto. O líder da junta, Min Aung Hlaing, visitou um hospital em Naypyidaw para avaliar o tratamento dos feridos. A junta também solicitou ajuda humanitária internacional para ajudar nas consequências do desastre. O general Zaw Min Tun disse que muitos hospitais em Mandalay, Naypyidaw e Sagaing receberam um grande número de pacientes feridos e precisavam de doadores de sangue.
O Governo de Unidade Nacional de Myanmar (NUG) se reuniu para coordenar os esforços de socorro imediato de emergência e pediu ajuda internacional. A sua declaração encorajou ainda mais os residentes a permanecerem vigilantes em relação a tremores secundários. No dia seguinte ao terremoto, o NUG anunciou uma pausa de duas semanas nas ofensivas para coordenar os esforços humanitários com a ONU e grupos não governamentais.
Equipes de resposta a emergências da região de Irauádi e Rangum foram enviadas para Nepiedó para ajudar nos esforços de busca e salvamento. Repórteres em Mandalai descreveram as operações de resgate como lentas e com escassez de pessoal. Muitos edifícios desabados permanecem sem buscas e poucos sobreviventes foram encontrados em edifícios revistados.
Myanmar aceitou ajuda da Índia e do Centro AHA, enquanto as Nações Unidas disseram que iriam fornecer uma quantia inicial de 5 milhões de dólares em ajuda de emergência. A embaixada chinesa em Myanmar disse que o país iria alocar 13,7 milhões de dólares em suprimentos, incluindo tendas, cobertores, kits médicos, alimentos e outros itens. Em 29 de março, 37 membros de uma equipe de busca e resgate de Iunã, China, chegaram a Rangum. A equipe, junto com mais de 100 equipamentos de resgate, viajou para Nepiedó para participar de missões de resgate. O Ministério de Situações de Emergência da Federação Russa também enviou duas aeronaves com 120 médicos e equipes de resgate. A Força Aérea Indiana enviou uma aeronave transportando mais de 15 toneladas de material de socorro contendo abrigo essencial e suprimentos médicos. A Coreia do Sul prometeu 2 milhões de dólares em ajuda humanitária. O esforço foi intensificado com suprimentos adicionais alocados e implantados no que foi denominado Operação Brahma. A Malásia disse que enviaria 50 agentes de ajuda da Equipe Especial de Assistência em Caso de Catástrofe e de Salvamento para Myanmar. A Força de Defesa Civil de Singapura enviou uma equipe de 80 elementos para ajudar nos esforços de resgate. As Forças Armadas Reais Tailandesas disseram que iriam enviar uma equipa de busca e salvamento de 49 elementos para Myanmar. O presidente Donald Trump, dos Estados Unidos, disse que enviaria ajuda a Mianmar, apesar dos recentes cortes na ajuda externa. O primeiro-ministro Benjamin Netanyahu, de Israel, ordenou que uma equipe de busca e salvamento, liderada pelo coronel Yossi Pinto, fosse enviada para a Tailândia para ajudar as autoridades locais.

### Tailândia
A primeira-ministra tailandesa, Paetongtarn Shinawatra, interrompeu a sua presença numa conferência de turismo em Phuket para regressar a Bangkok e realizou uma reunião de emergência sobre o desastre. Mais tarde, ela visitou o local do colapso do edifício do Escritório de Auditoria do Estado em Chatuchak e ordenou a formação de um comitê de peritos para investigar o colapso no prazo de uma semana. Ela também anunciou que a monarquia tailandesa colocaria os feridos pelo terremoto sob seu patrocínio.
O governador de Bangkok Chadchart Sittipunt declarou uma área de desastre de nível 2 para a cidade. Ele também ordenou que os parques Lumphini, Benchasiri, Benjakitti e Chatuchak permanecessem abertos durante a noite de 28 de março para acomodar pessoas retidas e deslocadas. Cerca de 400 pessoas se abrigaram em parques da cidade durante a noite. O Ministério dos Transportes disponibilizou ônibus públicos adicionais, enquanto a gestão do Aeroporto de Suvarnabhumi implementou um serviço temporário de autocarros de vaivém para atenuar a escassez de táxis que viajam de e para o aeroporto. O Ministério da Educação ordenou o encerramento nacional das escolas. As províncias de Pathum Thani e Phrae também foram declaradas zonas de assistência de emergência a catástrofes.

### China
As autoridades de Iunã destacaram 646 socorristas e 14 cães de busca para operações de resgate.